# لنا پاشینیان
لنا ماتساکی پاشینیان (ارمنی: Լենա Մացակի Փաշինյան؛ انگلیسی: Lena Pashinyan؛ ۱۴ ژوئن ۱۹۳۱ – ۷ آوریل ۱۹۹۵) یک بازیگر اهل ارمنستان بود. وی بین سال‌های - تا - میلادی فعالیت می‌کرد. 

## زندگی‌نامه
وی در ۱۴ ژوئن ۱۹۳۱ در قاراکیلیسا به دنیا آمد . وی در تئاتر دراماتیک وانادزور (۱۹۴۷) فعالیت می‌کرد. وی همچنین برندهٔ جوایزی همچون هنرمند شایسته ارمنستان شوروی (۱۹۶۴) و هنرمند مردمی ارمنستان شوروی (۱۹۸۹) شده است. وی در ۷ آوریل ۱۹۹۵ در سن سالگی در وانادزور درگذشت.

## نگارخانه

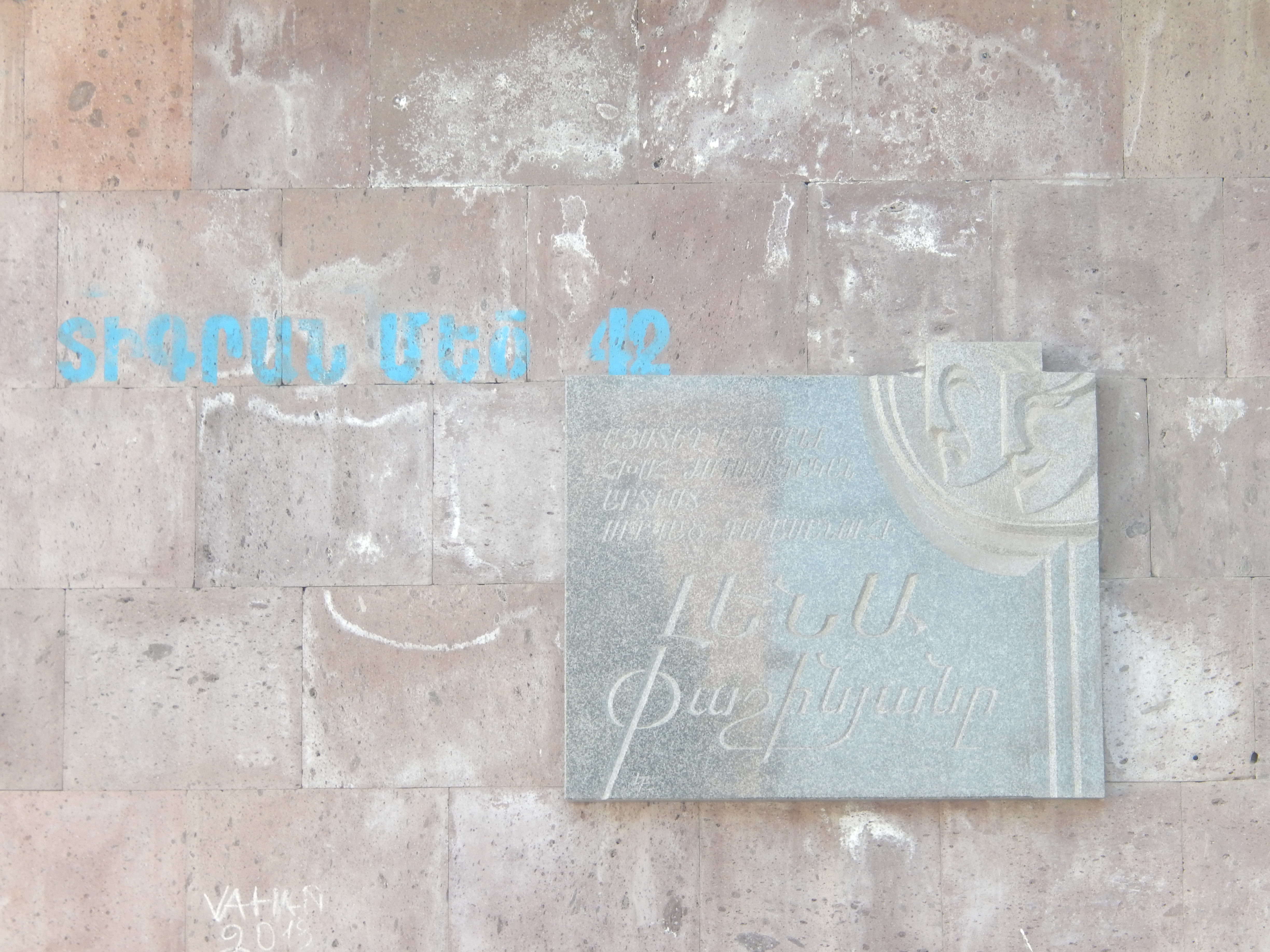